# Dschabir I. (Kuwait)
Scheich Dschabir I. (arabisch جابر بن عبد الله الصباح, DMG Ǧābir bin ʿAbdallāh aṣ-Ṣabāḥ, auch als Dschabir bin Abdallah as-Sabah oder Dschabir al-Aisch bekannt; andere häufige Transkriptionen von „Dschabir“ sind Jaber und Djabir; * 1772; † 1859) war der dritte Emir von Kuwait aus dem Haus al-Sabah. Er herrschte von 1814 bis 1859 und war der älteste Sohn von Abdullah bin Sabah.
Die politisch wichtigste Tat Dschabirs I. geschah, als die Briten ihn baten, ihnen zu gestatten, Kuwait in ein Protektorat umzuwandeln. Der Emir weigerte sich und stellte sicher, dass Kuwait ein unabhängiger Staat blieb.
Er wurde mit dem Spitznamen Dschabir al-Aisch versehen, da ihm nachgesagt wurde, die Armen großzügig mit Reis und Brot beschenkt zu haben.
| Personendaten    | Personendaten                                                                   |
| ---------------- | ------------------------------------------------------------------------------- |
| NAME             | Dschabir I.                                                                     |
| ALTERNATIVNAMEN  | جابر بن عبد الله; Dschabir bin Abdallah; Dschabir al-Aisch; Jaber I.; Djabir I. |
| KURZBESCHREIBUNG | Regent der königlichen kuwaitischen Al-Sabah-Dynastie                           |
| GEBURTSDATUM     | 1772                                                                            |
| STERBEDATUM      | 1859                                                                            |